# Maksymów (Walichnowy)
Maksymów – część wsi Walichnowy w Polsce, położona w województwie łódzkim, w powiecie wieruszowskim, w gminie Sokolniki.
W latach 1975–1998 Maksymów należał administracyjnie do województwa kaliskiego.